# 암스트롱 휘트워스
암스트롱 휘트워스(Sir WG Armstrong Whitworth & Co Ltd)는 20세기 전반에 활동했던 영국의 기업으로 뉴캐슬어폰타인의 엘스윅에서 무기, 선박, 기관차, 항공기 등 다양한 분야의 제조 사업을 하고 있었다. 1927년에 비커스와 합병하여, 비커스 암스트롱이 되었다.

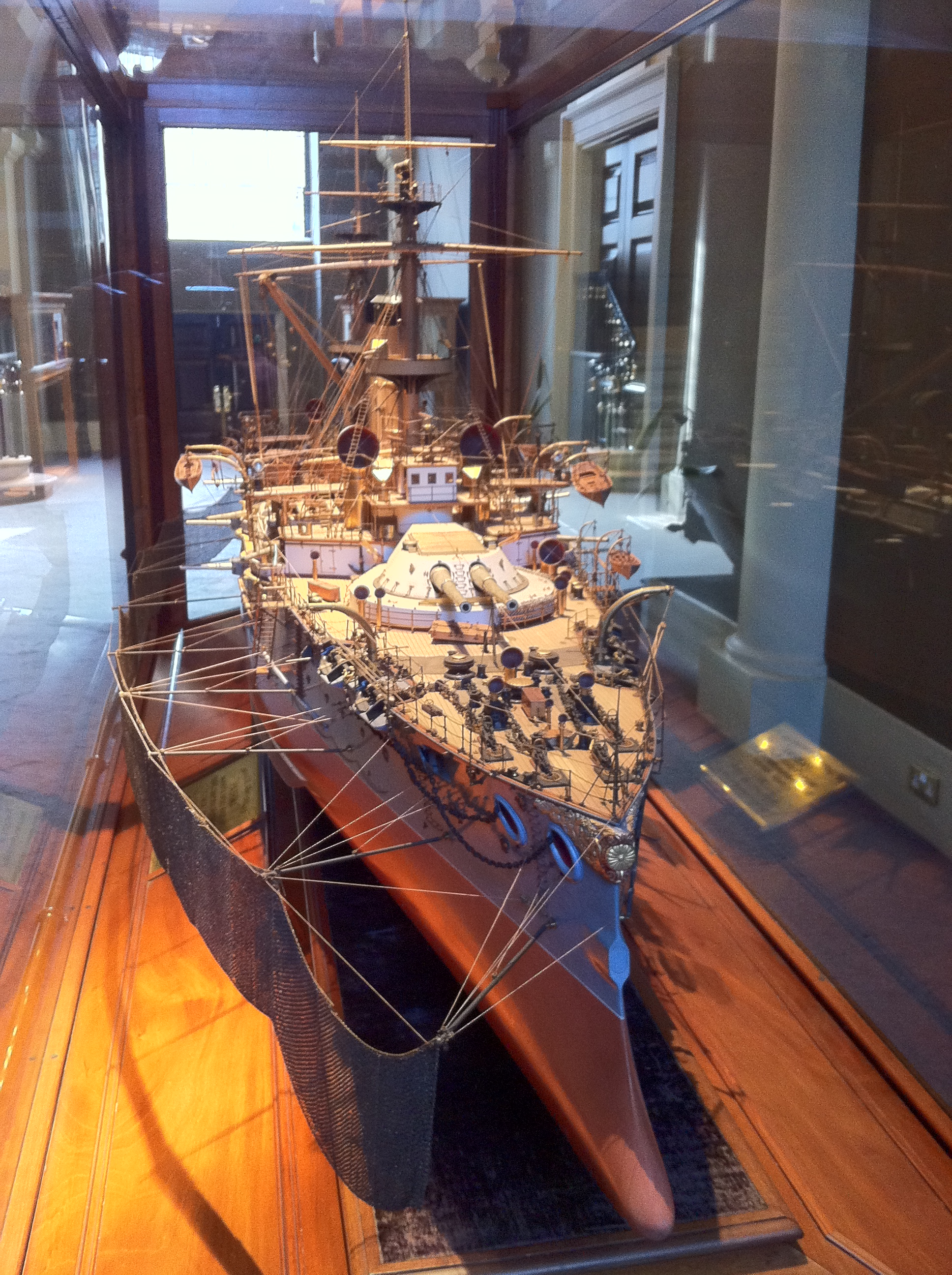
1897년 제작된 전함 야시마의 모형

## 연혁
암스트롱 휘트워스는 1897년에 윌리엄 암스트롱과 조지프 휘트워스의 제조 회사가 합병해 만들어졌다. 이 회사는 1902년부터 승용차와 트럭 등 자동차 생산을 시작했다. 1913년 항공 부문을 마련했고, 1920년에는 암스트롱 휘트워스 항공기를 자회사로 성장시켰다. 또한 1922년부터 1925년에 걸쳐 뉴펀들랜드 자치령의 디어 호수에서 뉴펀들랜드 제조회사의 수력발전소 건설을 지원하고 전력 공급뿐만 아니라 수력발전소의 운하가 그 지역의 임업 발전에 이바지했다.
항공기와 자동차 부문은 1919년에 J. D. 시들리가 매입하여 암스트롱 시들리로 독립했다. 남은 방위 산업(조선, 무기)과 제조업은 1927년에 비커스와 합병하여, 비커스 암스트롱이 설립되었다.

## 조선업

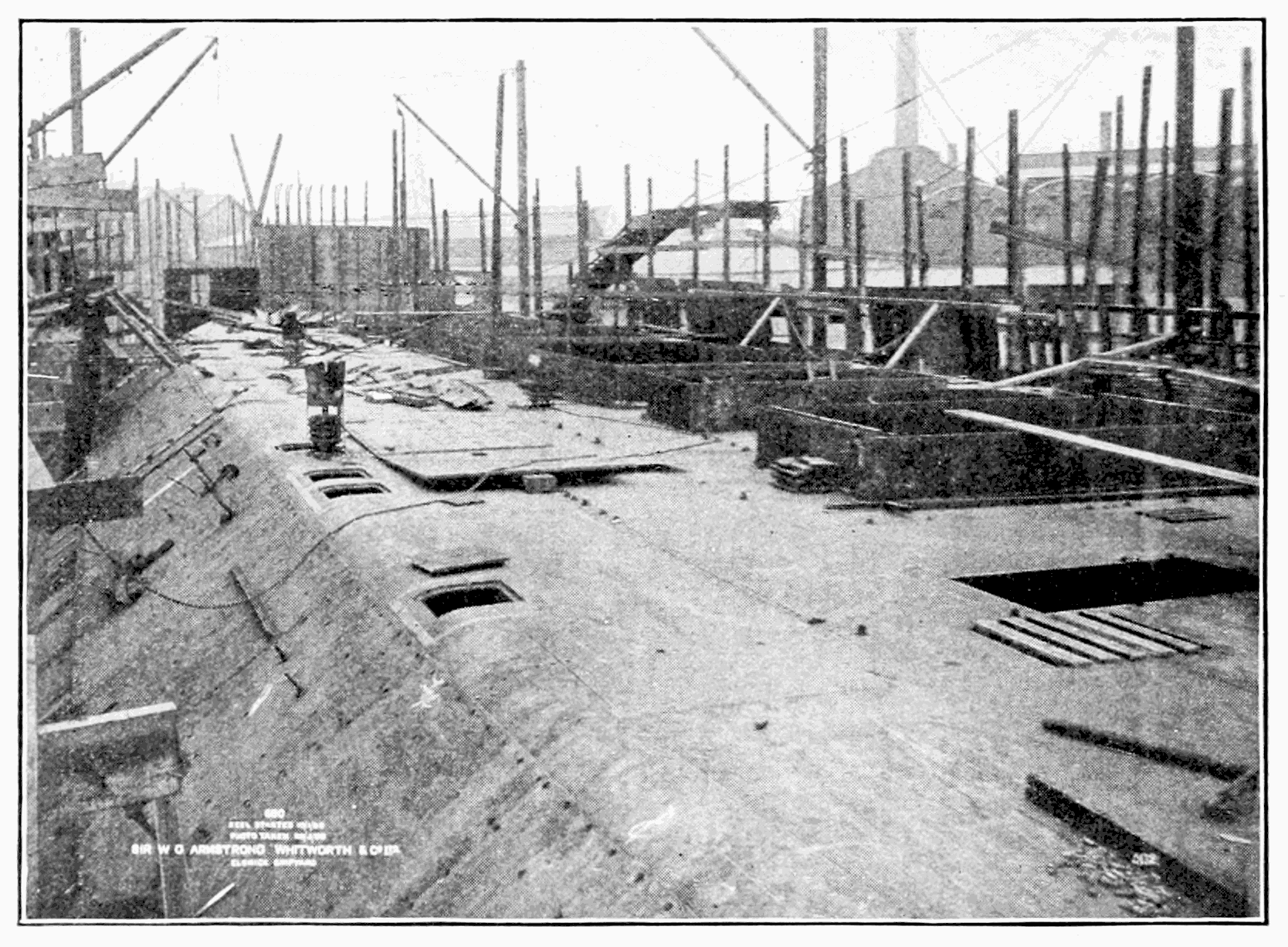
1900년대 초기의 조선소 갑판

년도는 준공 년도

### 러시아 제국 해군
- 1898년 - 쇄빙선 엘 마크
- 1899년 - 쇄빙선 앙가라

### 일본 제국 해군
- 1882년 - 순양함 치쿠시 (칠레 해군 발주 계약 해제, 준공 후 구매)
- 1885년 - 방호순양함 나니와
- 1886년 - 방호순양함 다카치호
- 1892년 - 방호순양함 요시노
- 1896년 - 전함 야시마
- 1897년 - 방호순양함 고사
- 1898년 - 장갑순양함 아사
- 1898년 - 장갑순양함 죠반
- 1899년 - 전함 하쓰세
- 1899년 - 장갑순양함 이즈모
- 1900년 - 장갑순양함 이와테
- 1905년 - 전함 카시마

### 영국 해군
- 1913년 - 전함 에진코트
- 1913년 - 전함 캐나다
- 1914년 - 전함 에린
- 1925년 - 전함 넬슨

### 미국 해군
- 1898년 - 방호순양함 뉴올리언스 (브라질 해군 발주, 건조 중에 구매)
- 1900년 - 방호순양함 알바니 (브라질 해군 발주, 건조 중에 구매)

### 노르웨이 해군
- 1899년 - 해방전함 노르게
- 1901년 - 해방전함 에이즈보루도

### 칠레 해군
- 1884년 - 방호순양함 에스메랄다 (후에 일본 해군이 구입 ‘이즈미’가 된다)

## 기관차

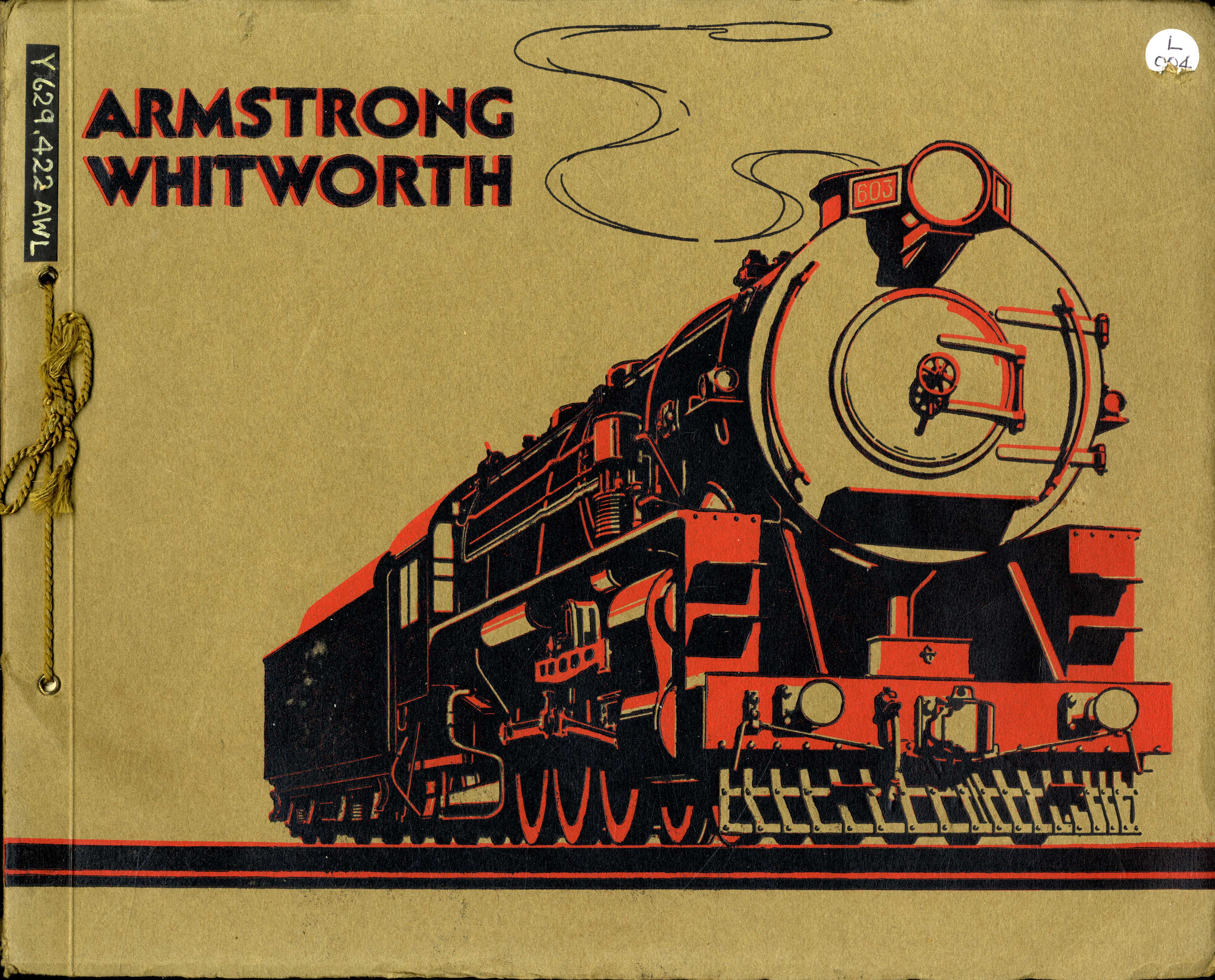
암스트롱 휘트워스의 카타로그 표지

암스트롱 휘트워스는 간선철도 회사와 산업 철도를 위한 다수와 증기기관차와 디젤기관차를 제조하였다.
- 그레이트 웨스턴 철도 (Great Western Railway; GWR) 5700 Class 0-6-0PT
- 런던 미들랜드 앤 스코틀랜드 철도 (London Midland and Scottish Railway; LMS) 스태니어급 5 4-6-0
- 메트로폴리탄 철도 K급 2-6-4T

## 자동차
암스트롱 휘트워스는 1904년부터 윌슨 필처 사의 사업을 이어 받아, 자동차 제조를 하였다. 자동차 부문은 1919년에 시들리-디지 사와 합병하여 암스트롱 시들리가 될 때까지 이어졌다.

## 항공기
- 암스트롱 휘트워스 시스킨 (1919)

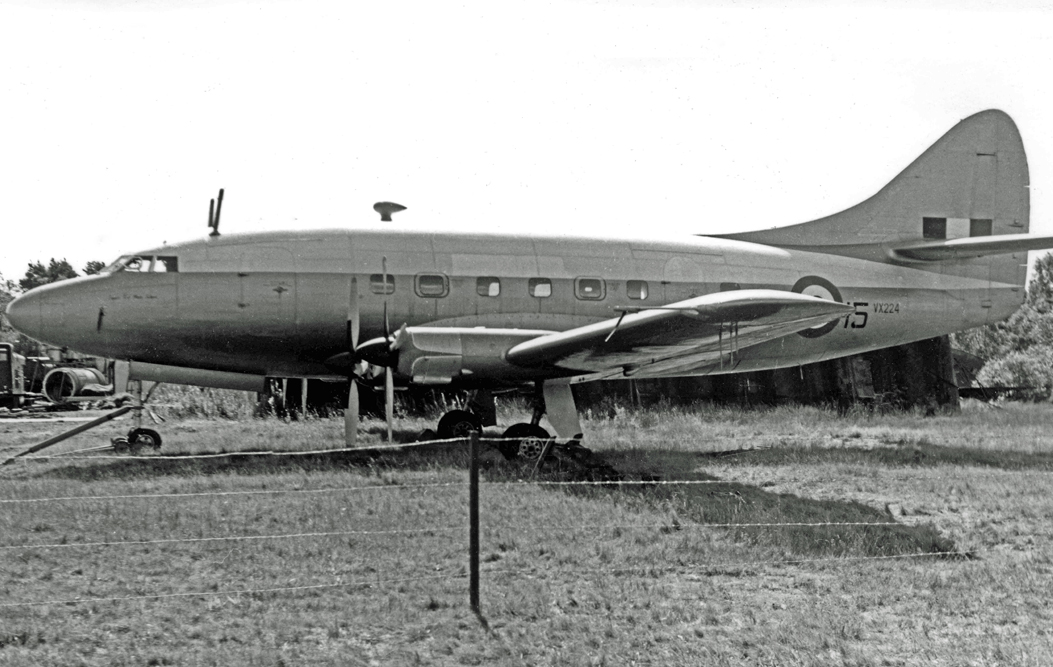
1955년 AW.55 아폴로

- 암스트롱 휘트워스 아틀라스 (1925)
- 암스트롱 휘트워스 아고시 (1926)
- 암스트롱 휘트워스 애틀란타 (1932)
- 암스트롱 휘트워스 AW.23 (1935)
- 암스트롱 휘트워스 시미터 (1935)
- 암스트롱 휘트워스 휘틀리 (1936)
- 암스트롱 휘트워스 엔자인 (1938)
- 암스트롱 휘트워스 Albemarle의
- 암스트롱 휘트워스 AW.52 (1947)
- 암스트롱 휘트워스 아폴로 (1949)
- 암스트롱 휘트워스 AW.660 아고시 (1959)
- 암스트롱 휘트워스 AW.681
- 암스트롱 휘트워스 AW.169
- 암스트롱 휘트워스 AW.171